# 中国人民解放军陆军合成第一八二旅
合成第一八二旅（英語：182nd Combined Arms Brigade），又称“铁锤子部队”，是中国人民解放军陆军第七十六集团军下辖的一个轻型合成旅，驻地甘肃省陇西县。

## 历史概述
2017年，摩步第六十一师第一八二团被拆分出来成立本旅。最早前身为红二十八军手枪团。

## 沿革
参考资料：
| 部隊番號                 | 使用時期             |
| ------------------------ | -------------------- |
| 鄂豫皖红二十八军手枪团   | 1935年2月-1938年3月  |
| 新四军第四支队第八团     | 1938年3月-1941年2月  |
| 新四军第四旅第十一团     | 1941年2月-1946年1月  |
| 山东野战军第四旅第十一团 | 1947年2月-1949年2月  |
| 华东野战军第四师第十一团 | 1947年2月-1949年2月  |
| 中国人民解放军第一八二团 | 1949年2月-1960年1月  |
| 步兵第一八二团           | 1960年1月-1985年10月 |
| 摩托化步兵第一八二团     | 1985年10月-2017年4月 |
| 合成第一八二旅           | 2017年4月至今        |

## 荣誉
- 红军团，“铁锤子”团[註 2]：前摩步第六十一师第一八二团，现为本旅。